# Tipula (Eumicrotipula) chillanica
Tipula (Eumicrotipula) chillanica is een tweevleugelige uit de familie langpootmuggen (Tipulidae). De soort komt voor in het Neotropisch gebied.